# Sáncolás
|    | |    |    |    |    |    |    |
|    | \| \| \| \| \| \| \| \| \| \| \| \| \| \| \| \| \| \| \| \| \| \| \| \| \| \| \| \| \| \| \| \| \| \| \| \| \| \| \| \| \| \| \| \| \| \| \| \| \| \| \| \| \| \| \| \| \| \| \| \| \| \| \| \| \| \| \| \| \| \| \| \| |    |    |    |    |    |    |
|    | |    |    |    |    |    |    |
| a8 | b8 | c8 | d8 | e8 | f8 | g8 | h8 |
| a7 | b7 | c7 | d7 | e7 | f7 | g7 | h7 |
| a6 | b6 | c6 | d6 | e6 | f6 | g6 | h6 |
| a5 | b5 | c5 | d5 | e5 | f5 | g5 | h5 |
| a4 | b4 | c4 | d4 | e4 | f4 | g4 | h4 |
| a3 | b3 | c3 | d3 | e3 | f3 | g3 | h3 |
| a2 | b2 | c2 | d2 | e2 | f2 | g2 | h2 |
| a1 | b1 | c1 | d1 | e1 | f1 | g1 | h1 |

| a8 | b8 | c8 | d8 | e8 | f8 | g8 | h8 |
| a7 | b7 | c7 | d7 | e7 | f7 | g7 | h7 |
| a6 | b6 | c6 | d6 | e6 | f6 | g6 | h6 |
| a5 | b5 | c5 | d5 | e5 | f5 | g5 | h5 |
| a4 | b4 | c4 | d4 | e4 | f4 | g4 | h4 |
| a3 | b3 | c3 | d3 | e3 | f3 | g3 | h3 |
| a2 | b2 | c2 | d2 | e2 | f2 | g2 | h2 |
| a1 | b1 | c1 | d1 | e1 | f1 | g1 | h1 |

A sáncolás (vagy a szlengben: rosálás) egyike a különleges lépéseknek a sakkban. A király és az egyik bástya együttes lépése. Ezt világos is, sötét is mindössze egyszer teheti meg a játék során. A király a kiválasztott bástya felé lép két mezőt, a kiválasztott bástya pedig a király által átlépett, tehát a királlyal szomszédos túloldali mezőre kerül. Ha a király a királyszárnyra sáncol, azt rövidsáncnak (írott jele: 0-0), ha a vezérszárnyra, hosszúsáncnak (írott jele: 0-0-0) hívjuk. A sáncolást a király lépésének tekintik, ezért elsőként a királyt kell áthelyezni (máskülönben csak bástyalépés hajtható végre). A sáncolás célja, hogy a király a tábla közepéről ellépjen egy biztonságosabb szélső mezőre, ugyanakkor a bástya aktívabb, központi helyre kerül.
A sáncolás csak akkor lehetséges, ha az alábbi feltételek mindegyike teljesül:
1. a király még nem lépett a játszma folyamán;
2. az a bástya, amellyel sáncolni szeretnénk, még nem lépett a játszma folyamán;
3. a király és a bástya között nem áll sem saját, sem ellenséges báb;
4. a király nem áll sakkban;
5. sáncolás közben a királynak nem kell ellenséges báb által támadott mezőn átlépnie;
6. a sáncolás után a király nem lesz sakkban (ez a király bármely lépésénél kell teljesüljön).
Megjegyzendő, hogy a sáncolás akkor is lehetséges, ha:
1. a király már volt sakkban a játszma folyamán (de sáncoláskor nem lehet sakkban);
2. az a bástya, amellyel sáncolni szeretnénk, támadva van;
3. a sáncolás közben a bástya ellenséges báb által támadott mezőn kell átlépjen.

## A Pam-Krabbé-sáncolás
Ezt a lépést két holland sakkozóról nevezték el: Max Pam, aki 1972-ben újra felfedezte, és Tim Krabbé, aki egy háromlépéses feladványt készített eme lépésre alapozva.
Ha világos bevisz egy gyalogot az e8-ra, vagy sötét az e1-re, becserélheti bástyára. Ekkor lehetséges az, hogy a sáncolás általános szabályai teljesülnek:
1. sem a király, sem a sáncolásban részes bástya nem lépett még;
2. kettejük közt minden mező üres;
3. a király által igénybe vett három mező egyike sincs támadva.
A sáncolás általános szabályai szerint a király két lépést tesz a bástya felé, majd a bástya arra a mezőre érkezik, amelyen a király áthaladt. A Pam-Krabbé-sáncolás során a világos király az e3-ra érkezik, a bástya az e2-re; sötét király az e6-ra, a bástya az e7-re. Írásban: 0-0-0-0. 
Ezt a joghézagot a dán Conrad Staugaard fedezte fel először 1907-ben, és készített rá egy feladványt, ahol kétlépéses mattot tűzött ki. A Nemzetközi Sakkszövetség (FIDE) 1930-ban kizárta ezt a lépést, mivel a sáncolást egyazon vízszintes sorban végrehajtandó lépésként definiálta.